# Periodo intermedio recente
Il periodo intermedio recente o periodo intermedio tardo è una fase della protostoria delle regioni andine centrali compreso tra l'orizzonte medio e l'orizzonte tardo; la cronologia maggiormente accettata fissa questo lasso di tempo tra il 1000 d.C. e il 1450 d.C.
Il periodo intermedio recente è caratterizzato dalla presenza di numerose culture e civiltà sorte in seguito al declino delle potenze Huari e Tiahuanaco, che avevano egemonizzato la regione nel corso dell'orizzonte medio; gli studi storici ed archeologici rilevano in questa fase una grande fioritura di espressioni artistiche e culturali diverse, probabile sintomo del sorgere nell'intera area di una serie di stati regionali, piccoli regni e caciccati. Tra le culture più significative dell'epoca figurano le culture costiere Sican, Chimú e Chincha e quelle andine dei Chachapoyas, dei Chancay, dei Huaylas, dei Colla e dei Lupaca. Il periodo intermedio recente ha termine con l'espansione dell'impero inca, caratteristica distintiva del successivo orizzonte tardo, che sarà l'ultima fase, e la più breve, della storia andina che precede la conquista spagnola.

## Cronologia
Allo scopo di suddividere la protostoria della zona andina centrale in diverse fasi, l'archeologo statunitense John Howland Rowe propose nel 1962 una scala cronologica che prevedeva l'adozione di tre diversi orizzonti, caratterizzati da quella che gli archeologi consideravano una forte egemonia culturale interregionale, intervallati tra loro da due periodi intermedi nei quali si assisteva ad un variegato sviluppo di culture e civiltà diverse con un'espansione territoriale limitata. Il più recente di questi due periodi era stato identificato come quello successivo al declino delle potenze Huari e Tiahuanaco e precedente l'ascesa dell'impero inca.
Ulteriormente sviluppato con Dorothy Menzel nel 1967, il modello cronologico di Rowe fissava l'inizio del periodo intermedio recente nel 900 d.C.; con qualche eccezione da parte principalmente degli studiosi che si occupano delle culture costiere, che si sono rese indipendenti dagli Huari prima di altre, la data di inizio oggi più comunemente accettata è quella del 1000 d.C., mentre la fine di questa fase è indicata generalmente nel 1450 d.C. La scala cronologica alternativa proposta dall'archeologo peruviano prevede una fase simile tra il 1100 d.C. e il 1470 d.C., chiamata “periodo degli Stati Regionali”.

## Caratteristiche principali
Non si conoscono con certezza le circostanze del collasso della potenza Tiahuanaco, avvenuta intorno all'anno 1000; tra le ipotesi proposte per spiegare il fenomeno figurano i cambiamenti climatici attestati nell'area per il periodo oppure l'esplosione di ribellioni indipendentiste all'interno del territorio controllato. L'impero Huari subì la stessa sorte in un periodo molto ravvicinato; la caduta è stata causata probabilmente da una serie di cause complesse, ma studi archeologici sviluppati nei pressi della capitale sembrano indicare una forte presenza di episodi violenti in corrispondenza con il periodo di declino egemonico e culturale della civiltà.
La caduta delle due civiltà dominanti, forse strutturate come veri e propri imperi, lasciò spazio alla formazione di numerose e variegate culture che a volte raggiunsero le dimensioni di veri e propri stati, mentre nella maggior parte delle circostanze formarono piccoli regni o caciccati a volte alleati tra loro. Il cronista indigeno Felipe Guaman Poma de Ayala chiama questo periodo awqa runa, cioè il periodo dei soldati, nel quale tutti guerreggiavano contro tutti.
Il periodo intermedio recente ha visto l'apogeo sulla costa peruviana settentrionale della cultura Sican, rimasta probabilmente esterna alla sfera d'influenza Huari, inglobata presto dall'espansione del regno di Chimor, che diverrà nei secoli successivi il più fiero antagonista dell'impero inca.  Sulla costa meridionale si sviluppò la civiltà Chincha, i cui capi strinsero presto alleanza con il Tahuantinsuyo, tanto da riceverne privilegi testimoniati anche dalle cronache di Pedro Cieza de León. Nella sierra andina si svilupparono altre civiltà: appartengono a questo periodo, tra le altre, l'ultima fase della cultura Cajamarca, le culture Huaylas, Huamachuco, Chinchaycocha, Wanka, Colla e Lupaca. Nel Cuzco gli Ayarmaca precedettero gli Inca nel dominio dell'altopiano, mentre sulla costa centrale si svilupparono le culture Chancay e Ishma.
Il periodo intermedio recente ha termine con l'espansione imperiale nell'area dovuta all'impulso dell'Inca Pachacuti, asceso al trono nel 1438. Il periodo successivo, chiamato orizzonte tardo o anche orizzonte inca, è caratterizzato dall'egemonia di quest'ultima potenza prima della conquista spagnola e si presenta come il più breve lasso di tempo della storia antica peruviana.